# Изотопная подпись
Изотопная подпись (или изотопная сигнатура) — специфическое соотношение нерадиоактивных «стабильных изотопов» или относительно стабильных радиоактивных изотопов или неустойчивых радиоактивных изотопов определённых химических элементов в исследуемом материале. Соотношения изотопов в образце исследуют при помощи изотопной масс-спектрометрии. См. также изотопный анализ.

## Стабильные изотопы
Атомная масса различных изотопов влияет на их кинетическое поведение при химических реакциях, что приводит к процессам их разделения.

### Изотопыуглерода
Например, различные источники метана, попадающего в атмосферу, имеют разное соотношение изотопов 12C и 13C, что позволяет отличать вклад различных источников метана по этому соотношению. В геохимии, палеоклиматологии и палеоокеанографии это отношение называется δ13C. Соотношение рассчитывается относительно стандартного образца Pee Dee Belemnite (PDB) по следующей формуле:
{\displaystyle \delta {\ce {^{13}C}}_{\mathrm {sample} }=\left({\frac {{\ce {^{13}C/^{12}C}}_{{\ce {sample}}}}{{\ce {^{13}C/^{12}C}}_{\mathrm {standard} }}}-1\right)\cdot 1000} ‰
Аналогично углерод в карбонатах неорганического происхождения характеризуется низким уровнем изотопного фракционирования, в то время как углерод в веществах и материалах, связанных в своём происхождении с фотосинтезом, обеднён тяжёлым изотопом углерода по сравнению с атмосферой. Кроме того, у растений существует несколько вариантов биохимических путей фиксации углерода, фотосинтеза, различающихся по уровню фракционирования изотопов 12C и 13C. С одной стороны, это С3-фотосинтез (Цикл Кальвина), при котором эффект разделения изотопов является более выраженным, с другой — С4-фотосинтезе (Цикл Хетча-Слэка-Карпилова), продукты которого богаче более тяжелыми атомами углерода 13C и CAM-фотосинтез (англ. Crassulaceae acid metabolism — кислотный метаболизм толстянковых), результаты которого похожи, но менее выражены, чем у С4-фотосинтетиков. Отличающиеся соотношения изотопов, характерные для основных двух типов фотосинтезирующих растений, распространяются по пищевой цепи, и с помощью изотопного анализа тканей и коллагена костей их можно определить, получив ответ на вопрос, состоял ли основной рацион человека или животного преимущественно из С3-растений (рис, пшеница, соевые бобы, картофель) или С4-растений (кукуруза или говядина, полученная в результате откорма коров кукурузой). Точно также, морские рыбы содержат больше 13C, чем пресноводные, порядок различий сходен с таковым у С4- и С3-фотосинтетиков соответственно.
Соотношение изотопов углерода 13C и 12C у этих видов растений выглядит следующим образом:
- Растения с С3-фотосинтезом: от −33 до −24 ‰
- Растения с С4-фотосинтезом: от −16 до −10 ‰
- Растения с CAM-фотосинтезом: от −20 до −10 ‰

Известняки, являющиеся морскими осадочными породами, и образование которых идёт при участии атмосферного углекислого газа, содержат нормальную пропорцию 13C. С другой стороны кальциты, находящиеся в соляных куполах, происходят от диоксида углерода, возникшего при окислении нефти, которая в силу своего биоорганического происхождения обеднена 13C.
Радиоактивный изотоп 14C важен для различения биосинтезированных материалов от искусственных. Биогенные химические вещества связаны своим происхождением с биосферным углеродом, который содержит 14C. Углерод в искусственно созданных материалах, как правило, получен из ископаемых видов топлива, таких как уголь или нефть, где содержание первоначально присутствовавшего 14C упало ниже обнаруживаемого уровня. Следовательно, количество 14C, присутствующее в настоящее время в образце, указывает на долю углерода современного биогенного происхождения.

### Изотопыазота
Соотношение 15N/14N имеет тенденцию к увеличению с повышением трофического уровня в экологической пирамиде. Например, травоядные имеют более высокие значения содержания изотопа азота 15N, чем растения, а хищники имеют более высокие значения, чем травоядные. В зависимости от исследуемого типа ткани животного соотношение 15N/14N увеличивается на 3—4 ‰ на каждом трофическом уровне. Ряд других экологических и физиологических факторов также могут влиять на изотопный состава азота в основании пищевой сети (то есть в растениях) или на уровне отдельных животных. Например, в засушливых районах круговорот азота имеет к большей «открытости» и склонность к потере азота (14N, в частности). Это приводит к относительно более высоким значениям δ15N в растениях и животных в жарких и засушливых экосистемах по сравнению с более прохладными и влажными экосистемами.
Так как соотношение 15N/14N увеличивается на 3—4 ‰ на каждом трофическом уровне, ткани веганов, в частности их волосы, содержат значительно более низкий процент 15N, чем ткани людей, которые предпочитают мясную диету. Изотопный анализ волос является важным источником информации для археологов, давая подсказки о пищевых рационах древних людей. Пищевые рационы, связанные с продуктами континентального происхождения, приводят к другой изотопной подписи нежели диета, основанная на пище морского происхождения. Это явление используется при анализе культурных связей древних народов с разными источниками питания.
Соотношения стабильных изотопов азота также служит диагностическим инструментом в планетологии, так как это соотношение, обнаруживаемое в атмосферах планет и в веществе на их поверхностях «тесно связано с условиями, в которых образуется вещество».

### Изотопыкислорода
Кислород существует в трёх вариантах, но 17O настолько редок, что его очень трудно обнаружить (концентрации ~ 0,04 %). Соотношение 18O/16O в воде, зависит от длительности испарения, которому подвергалась данная масса воды (18O тяжелее и, следовательно, с меньшей вероятностью испаряется). Так как скорость испарения отрицательно связана с концентрацией растворенных солей и положительно с температурой, соотношение 18O/16O демонстрирует корреляцию с комбинированным показателем солёности и температуры воды. Таким образом многовековые отложения ракушечника могут служить источником данных по динамике температуры и солёности воды в данном районе, полученных из соотношения изотопов кислорода в карбонате кальция раковин.
Соотношение изотопов кислорода в атмосфере предсказуемо меняется со временем года и географического положения; например богатые 18O осадки в Монтане и 18O-обедненные осадки во Флорида-Кис отличаются на 2 %. Эта изменчивость может быть использована для определения приблизительного района географического происхождения материала. Таким образом можно определить, например, где был произведён данный оксид урана. Скорость обмена поверхностных изотопов с окружающей средой должна быть принята во внимание.

## Радиогенные изотопы

### Изотопысвинца
Свинец содержит четыре стабильных изотопа: 204Pb, 206Pb, 207Pb и 208Pb. Вариации в различных районах соотношения уран/торий/свинец — причина широкой локально-специфичной изменчивости изотопного соотношения свинца характерного для разных географических областей и пунктов. Свинец, выбрасываемый в атмосферу в результате деятельности промышленности, имеет иной изотопный состав нежели свинец в минералах. Использование бензина со свинцовыми присадками привело к широкому распространению микронных свинцово-богатых частиц в автомобильных выхлопных газах. Особенно в городах свинцовое загрязнение антропогенного происхождения встречается гораздо чаще, чем естественное. Различия изотопного состава в частицах свинца, обнаруженных на объекте могут быть использованы для приблизительного определения его места происхождения.

## Радиоактивные изотопы
Радиоактивные частицы, частицы радиоактивных осадков и радиоактивных отходов также обладают различными изотопными подписями. Их радионуклидный состав (и, следовательно, их возраст и происхождение) можно определить с помощью масс-спектрометрии или с помощью гамма-спектрометрии. Например, частицы, образовавшиеся в результате ядерного взрыва будут содержать обнаруживаемые количества 60Co и 152Eu. В выбросах при Чернобыльской аварии эти элементы отсутствовали, но были 125Sb и 144Ce. Радиоактивное загрязнение в результате подводных испытаний будет состоять в основном из облученных морских солей. Соотношения 152Eu/155Eu, 154Eu/155Eu и 238Pu/239Pu также различны при ядерных и термоядерных взрывах, что позволяет идентифицировать радиоактивные частицы неизвестного происхождения.

## Приложения

### Криминалистика
С появлением масс-спектрометрии стабильных изотопов изотопные подписи материалов находят всё более широкое применение в криминалистике. С помощью этого метода можно выяснить происхождение того или иного сходного вещества или проследить путь образцов из их общего источника. Например на изотопные подписи растений могут в определенной степени влиять условия роста, в том числе наличие влаги и доступность питательных веществ. В случае синтетических материалов, подпись находится под влиянием условий, в которых протекала химическая реакция. Профилирование по изотопной подписи полезно в тех случаях, когда другие виды профилирования, например характеристика примесей, не являются оптимальными. Электроника в сочетании с сцинтилляционных детекторами обычно используются для оценки изотопных подписей и идентификации неизвестных источников определённых веществ. (один из примеров — Изотопный индетификатор — SAM 940 Defender)
Было опубликовано исследование, продемонстрировавшее возможность определения происхождения обычной коричневой упаковочной ленты с помощью анализа углеродной, кислородной и водородной изотопных подписи полимера плёнки, добавок и клея.
Измерение соотношения изотопов углерода может быть использовано для обнаружения фальсификации мёда. Добавление сахара, произведённого из кукурузы или сахарного тростника (растений c С4-фотосинтезом) перекашивает изотопные соотношения сахаров, присутствующих в мёде, но не влияет на изотопные соотношения белков; в чистом мёде углеродные изотопные соотношения сахаров и белков должны совпадать. Добавки могут быть обнаружены, начиная с 7 % уровня.
Ядерные взрывы приводят к образованию 10Be в результате взаимодействия быстрых нейтронов с 13C в диоксиде углерода воздуха. Это один из исторических индикаторов былой деятельности на ядерных полигонах.

### Происхождение Солнечной системы
Изотопные сигнатуры используются для изучения происхождение вещества в Солнечной системе. Например, соотношение изотопов кислорода на Луне, по-видимому, в основном идентично земному. Соотношения изотопов кислорода, которые могут быть измерены очень точно, дают уникальную изотопную подпись для каждого тела Солнечной системы. Различия в изотопных подписях по кислороду могут служить индикатором происхождения вещества, оказавшегося в космосе. Соотношение изотопов титана (50Ti/47Ti) на Луне, по-видимому, также близко к земному (в пределах 4 промилле). В 2013 году было опубликовано исследование, в котором утверждалось, что вода в лунной магме по изотопному составу была «неотличима» от таковой в углистых хондритах и почти такая же, как земная.

### Оценка палеоклиматических условий
Изменения климата приводят к изменению количества воды, запасённой в ледниках. При замерзании воды возникают эффекты фракционирования: вода, содержащая изотоп кислорода 16O, и вода с изотопом 18O замерзают с разной скоростью, что изменяет величину δ18O (см. также δ18O), измеряемую в промилле (‰) производную от отношения 18О/16О. Во время холодных периодов растут ледники, они изымают воду из Мирового океана и δ18O увеличивается. Во время тёплых периодов ледники тают и δ18O уменьшается. Таким образом, история изменения δ18O отражает историю изменения климата на Земле. См. также Циклы соотношения изотопов кислорода (англ. Oxygen isotope ratio cycle).
Историю изменения δ18O можно извлечь из кернов ледников или из ракушек бентосных организмов, например, фораминифер, живущих при постоянной температуре придонной воды (±1°С) и отражающих образование или таяние ледников. Планктонные же фораминиферы "записывают" изменение температуры и солёности (см. также Морские изотопные стадии).

### Наличие и степень сообщения моря с океаном
В полузамкнутом бассейне, в котором ограничен обмен с Мировым океаном, отношение изотопов стронция 87Sr и 86Sr в воде постепенно меняется от значений типичных для Мирового океана к значениям, присущим источнику воды, поступающей в бассейн. Например, для Средиземного моря это отклонение станет заметным, если приток воды из рек составит более 25% полного притока.

### Комментарии
1. ↑  Для изотопов разного веса скорости химических реакций и процессов в живых организмах и в неживой природе различаются, поэтому исходное соотношение изотопов нарушается.